# Musée des Maisons comtoises
Le musée des Maisons comtoises est un écomusée de plein air créé en 1983 et ouvert depuis 1988 dans la commune française de Nancray située dans le département du Doubs à 15 km de Besançon. D'une superficie de 16 hectares, il présente une trentaine d'édifices ruraux typiques de la région de Franche-Comté.

## Histoire
Le musée de plein air des Maisons comtoises est né de la volonté de l’abbé Jean Garneret (1907-2002). Après avoir créé en 1955 un musée paysan à Corcelles-Ferrières, transféré en 1960 dans l'enceinte de la citadelle de Besançon, il fait germer l'idée d'un musée de plein air dès 1965. Le préfet donne son autorisation de mise en chantier en 1983. Le musée ouvre ses portes au public le 1er juin 1988 avec cinq maisons,.
Le musée présente une trentaine d'édifices représentant la façon d'habiter des Comtois entre 1770 et 1950. L'intérieur des maisons présente l’évolution des manières de vivre dans la Franche-Comté rurale.
Tous ces édifices sont authentiques. Ils ont été soigneusement démontés sur leur lieu d'origine, puis transportés et remontés sur le site du musée.
Les constructions présentées sont variées : fermes du Sundgau, viennes à torchis et colombages du Territoire de Belfort (le Sundgau correspond à une région géographique située sur une partie de l’Alsace et une partie du Territoire de Belfort), constructions bressanes, bâtisses du Haut-Doubs avec toit en tavaillons en bois et tuyé, fruitière à comté, maison en grès rose des Vosges saônoises, meublées comme si elles étaient habitées, atelier de tisserand, four à pain, travail à ferrer, granges, grenier à grain, abreuvoir...
En 2017, le site s'est enrichi d'une caborde  du XIXe siècle (abri de vigneron), transférée depuis le quartier des Tilleroyes à Besançon. Elle comporte une cheminée, un système de récupération d’eau et un four à pain, aménagements peu communs. Elle jouxte une vigne regroupant les cinq cépages AOC du vignoble du Jura.

## Les édifices
Les 35 édifices présents sur le site représentent les divers milieux de la Franche-Comté.

### Le Haut-Doubs

Édifices du Haut-Doubs au musée des Maisons comtoises.
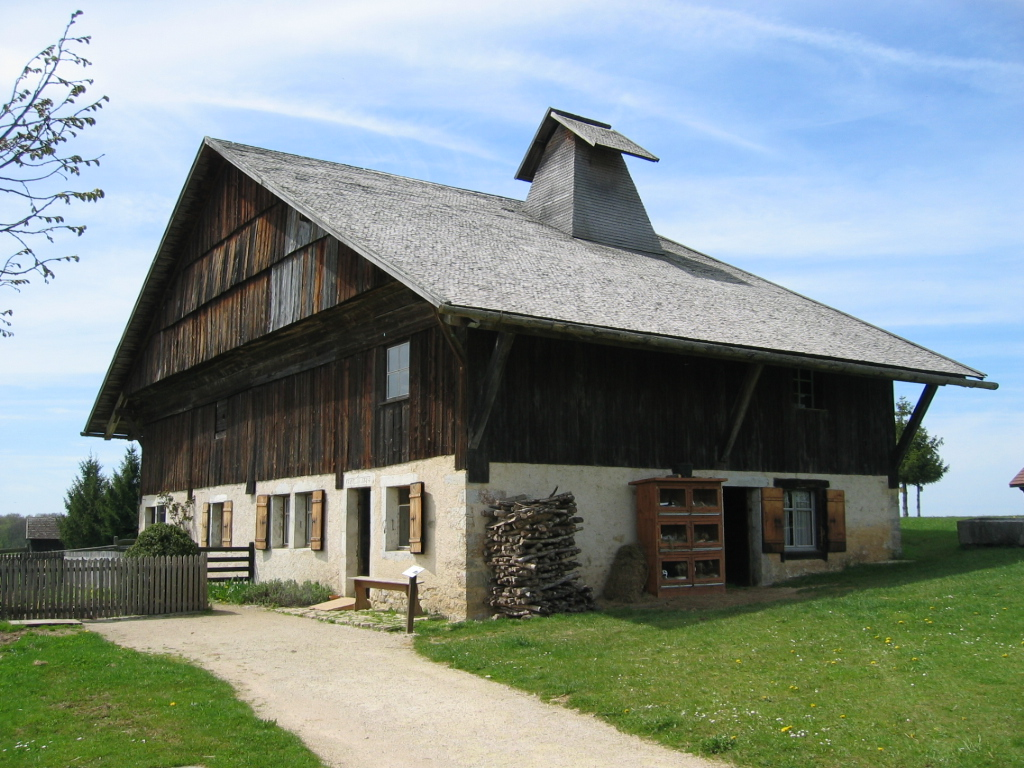
La ferme des Arces.
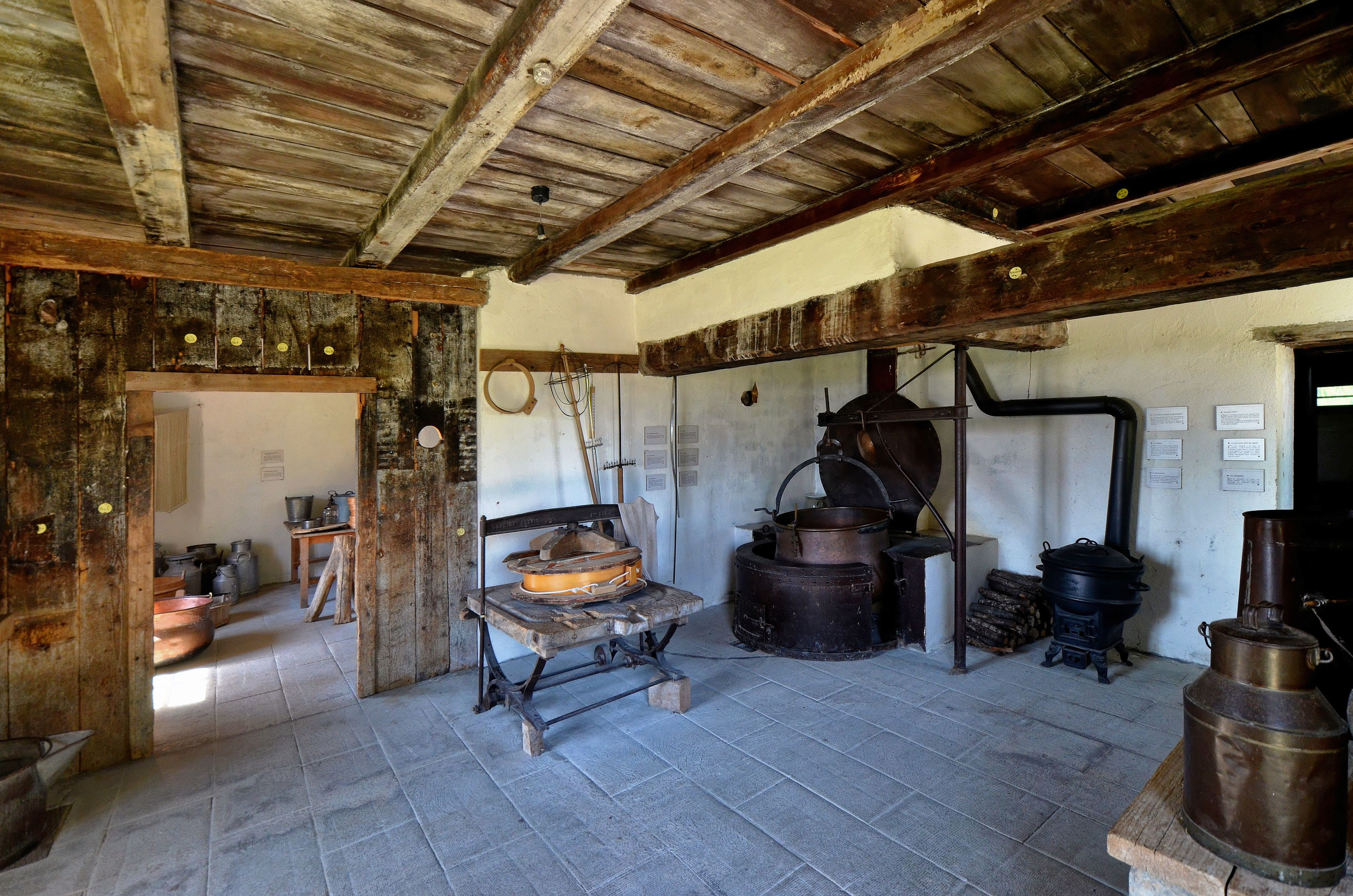
La fruitière des Plans.
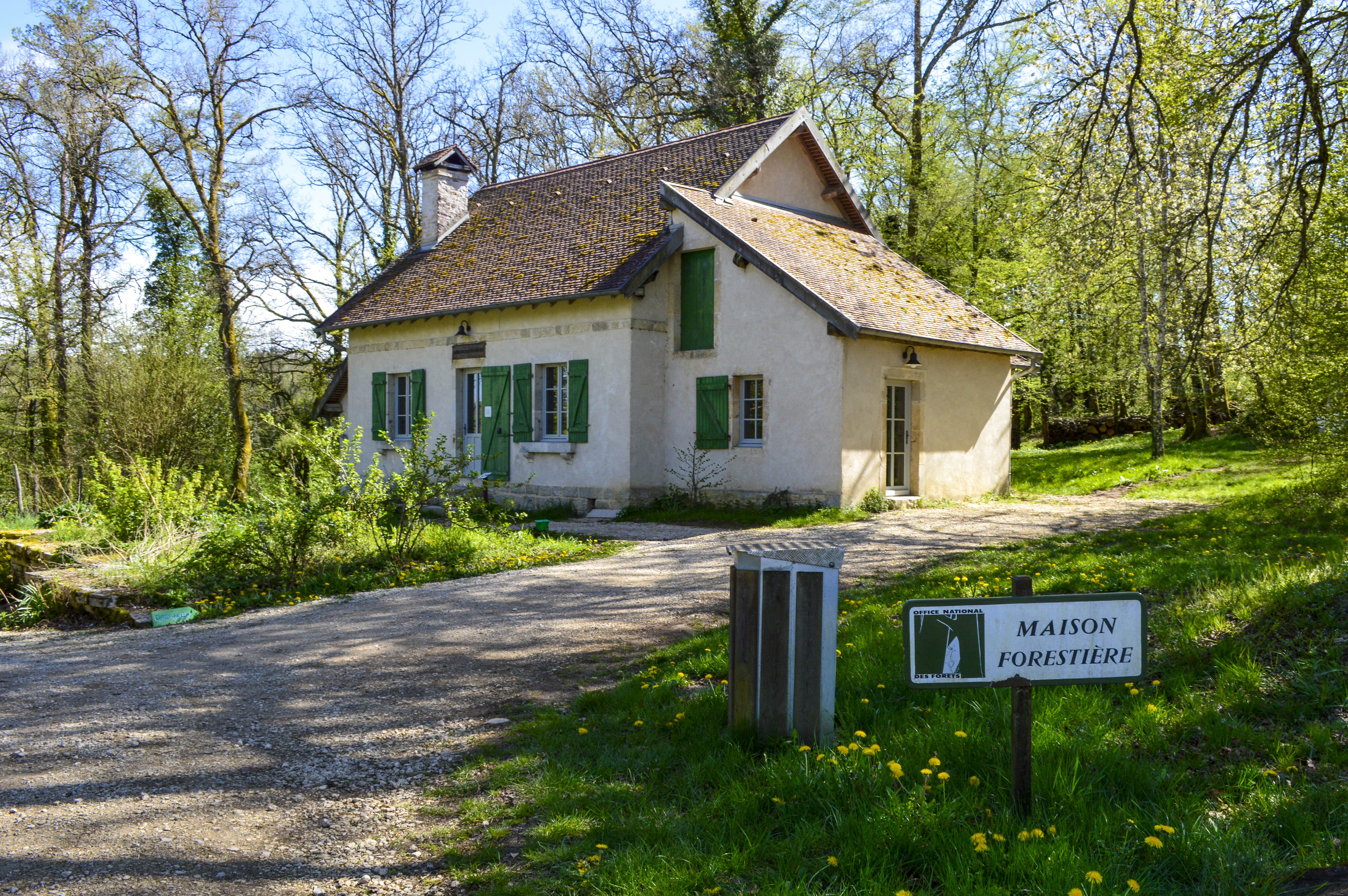
La maison forestière de Villeneuve-d'Amont.

- La ferme à tuyé des Arces de Morteau : cette ferme qui se trouvait dans le hameau des Arces sur la commune de Morteau a été construite en 1784 à plus de 900 mètres d'altitude. Il s'agit d'une ferme typique du Haut-Doubs organisée autour d'un tuyé (ou tué), pièce centrale où sont fumées les charcuteries, et dont la toiture est recouverte de tavaillons, petites tuiles en bois d'épicéa. Elle a été remontée sur le site du musée de 1985 à 1986.
- Le rucher du Bélieu.
- La fruitière des Plans de La Chaux-de-Gilley : cet édifice du XIXe siècle était la fromagerie du hameau des Plans, sur la commune de La Chaux-de-Gilley, qui comprenait un atelier de fabrication, une chambre à lait et à petit lait, une cave et un logement à l'étage. De 1921 à 1971, il sert uniquement de local de pesée. Il a été remonté sur le site du musée en 2001.
- La citerne d'alpage des Hôpitaux-Vieux.
- La croix de mission de Vaufrey : remontée au musée en 2008, cette croix du XVIIIe siècle provient de la ferme de la Craye située à trois kilomètres du village de Vaufrey.
- Le rucher de Vaufrey : ce rucher, réalisé en 1944 par le menuisier-ébeniste Antoine Perrey, a été utilisé jusqu'en 1965, et remonté dans le musée en 2008[10]. Il contient 20 ruches placards de type Burki-Jeker, modèle provenant de la Suisse[10]. L'espèce locale qui y habitait était l'abeille noire.
- La loge de Grand'Combe-des-Bois.
- Le grenier à grains de La Mine.
- Le grenier de Trévillers.
- La maison forestière de Villeneuve-d'Amont.
- Le kiosque de Montbenoît.
- Le hangar agricole des Combes, datant des années 1960 et remonté en 2023, a été construit par l'entreprise haute-saônoise Waltefaugle. Il abrite les machines et outils agricoles du musée.

### Le Sundgau
Le Sundgau est une micro-région de Franche-Comté qui se trouve au niveau du département du Territoire-de-Belfort et qui s'étend également dans la région voisine d'Alsace.

Édifices du Sundgau au musée des Maisons comtoises.
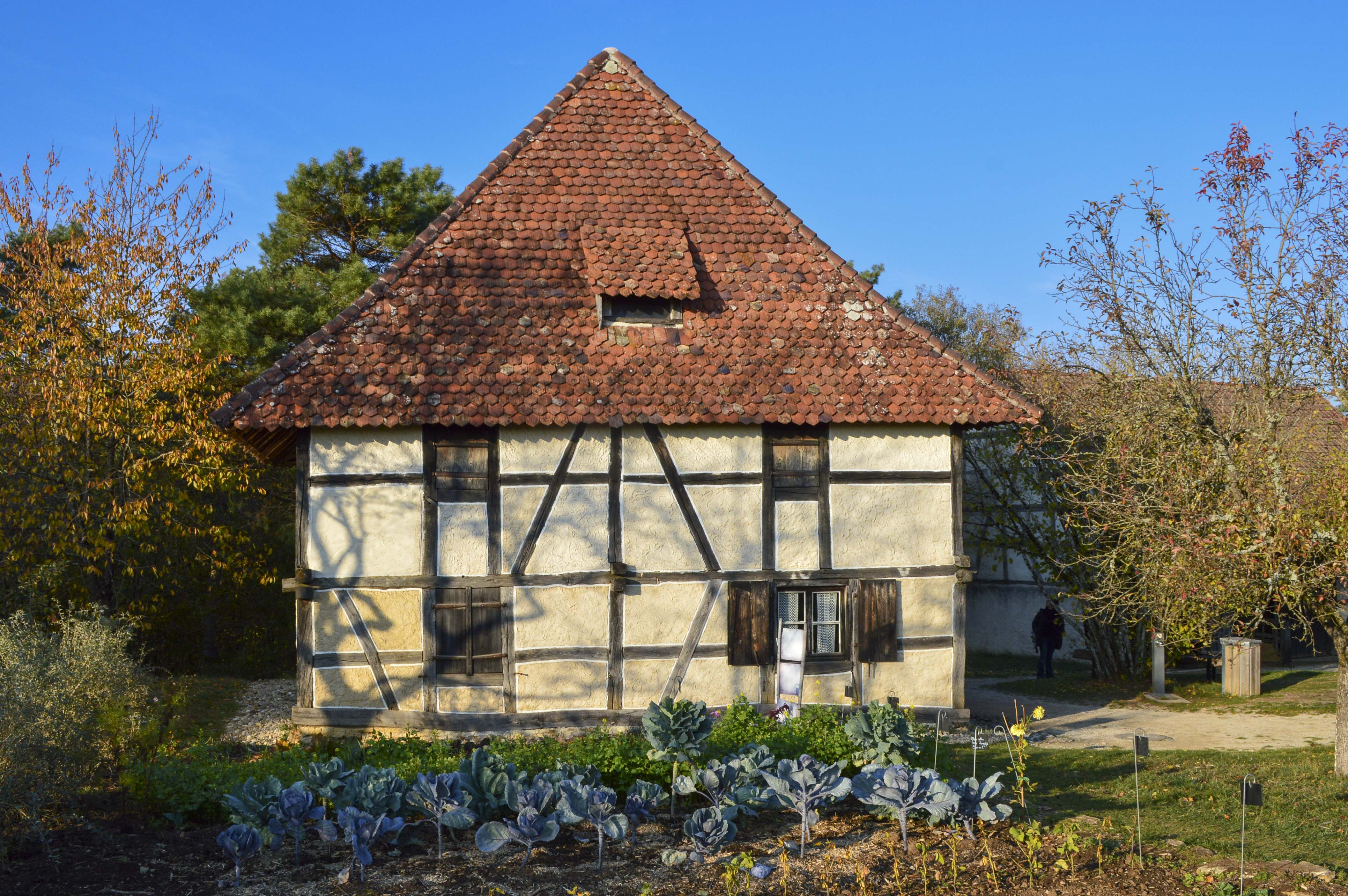
La ferme de Recouvrance.
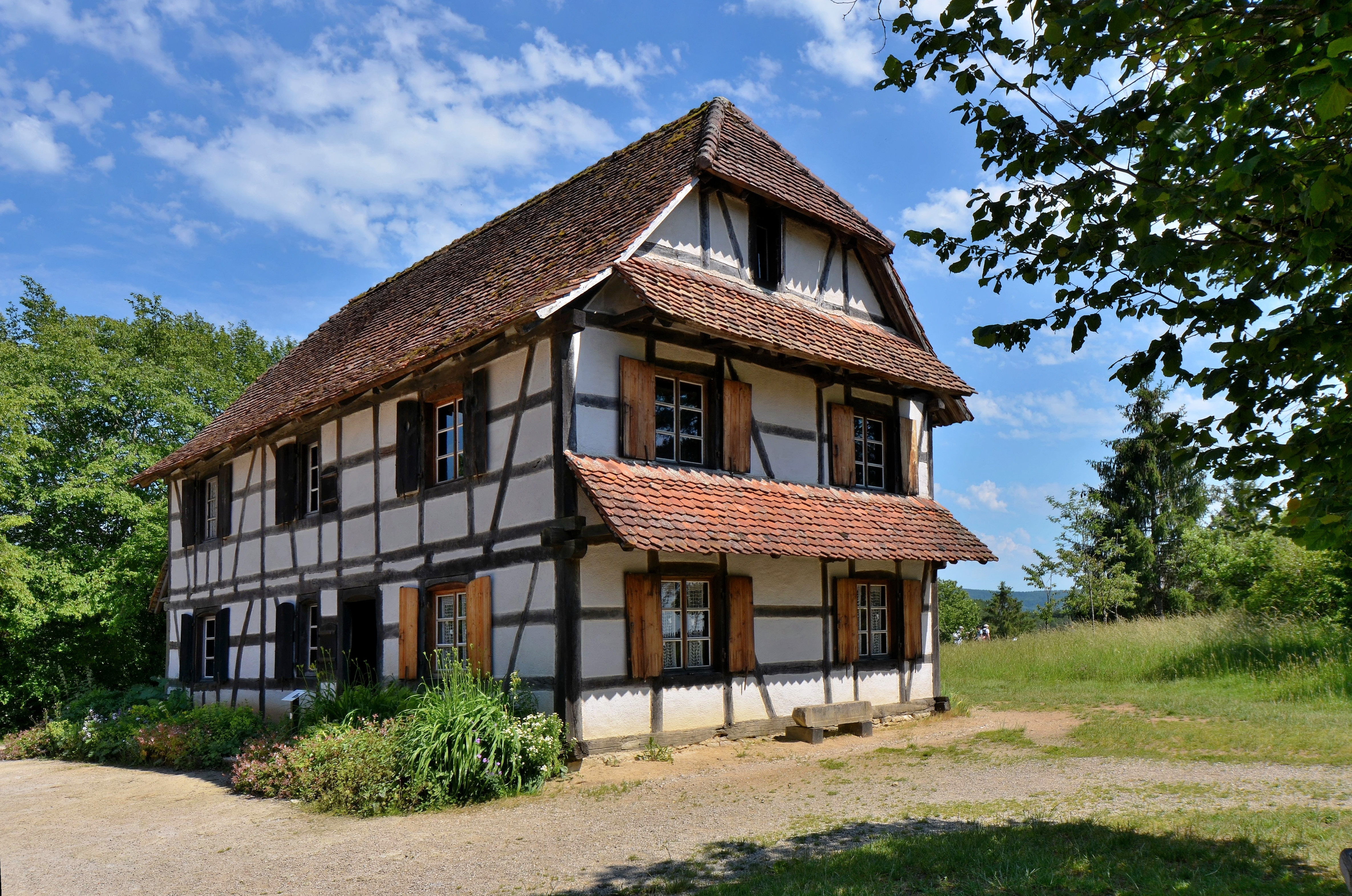
La ferme de Joncherey.
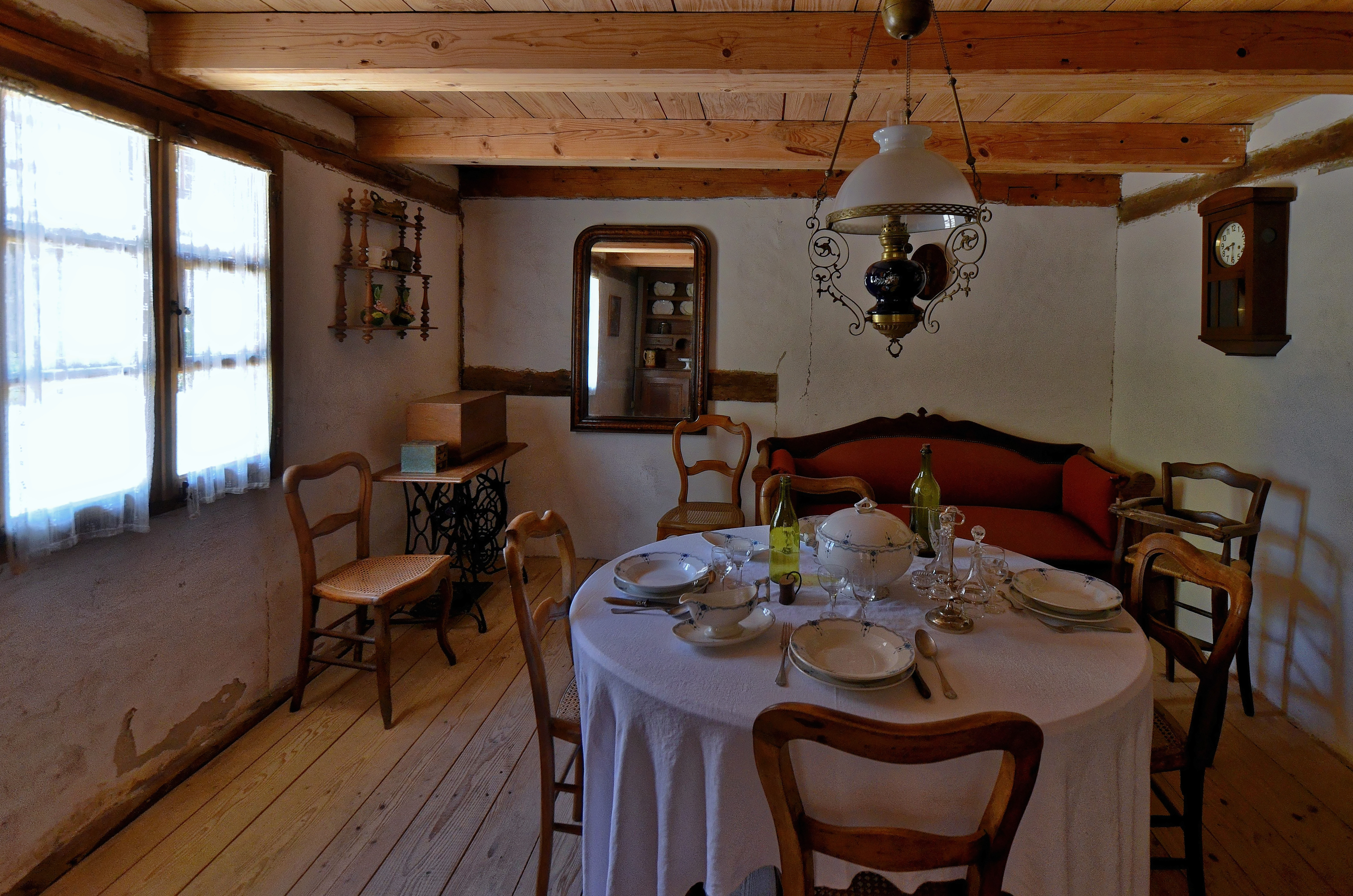
La ferme de Boron.

- La ferme de Boron : cette maison à colombages du XVIIIe siècle provient de la commune de Boron, dans le département du Territoire-de-Belfort. Remontée sur le site du musée en 1986, elle comprend deux parties, une partie pour les hommes avec un petit vestibule, le poêle, une cuisine et deux chambres et une partie pour les animaux avec une grange, une écurie et une remise.
- La ferme de Joncherey : cette maison à colombages du XVIIIe siècle a d'abord été construite sur la commune de Florimont avant d'être déplacée à Joncherey en 1836, dans le département du Territoire-de-Belfort. Elle a été remontée sur le site du musée entre 1984 et 1985.
- La ferme de Recouvrance : cette ferme à colombages datée de 1770 provient de la commune de Recouvrance, dans le département du Territoire-de-Belfort.

### Le Haut-Jura

Édifices du Haut-Jura au musée des Maisons comtoises.
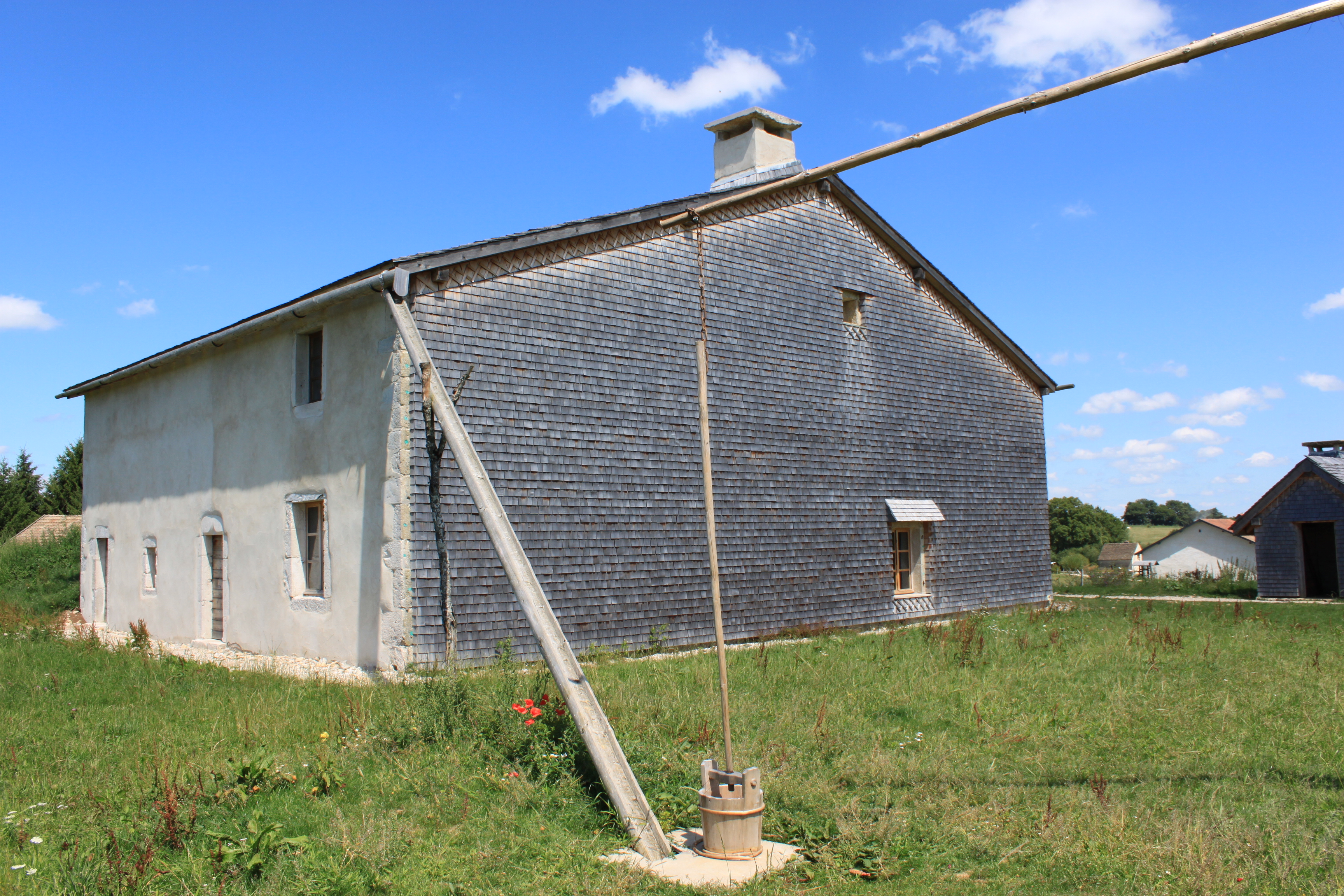
La ferme des Bouchoux.
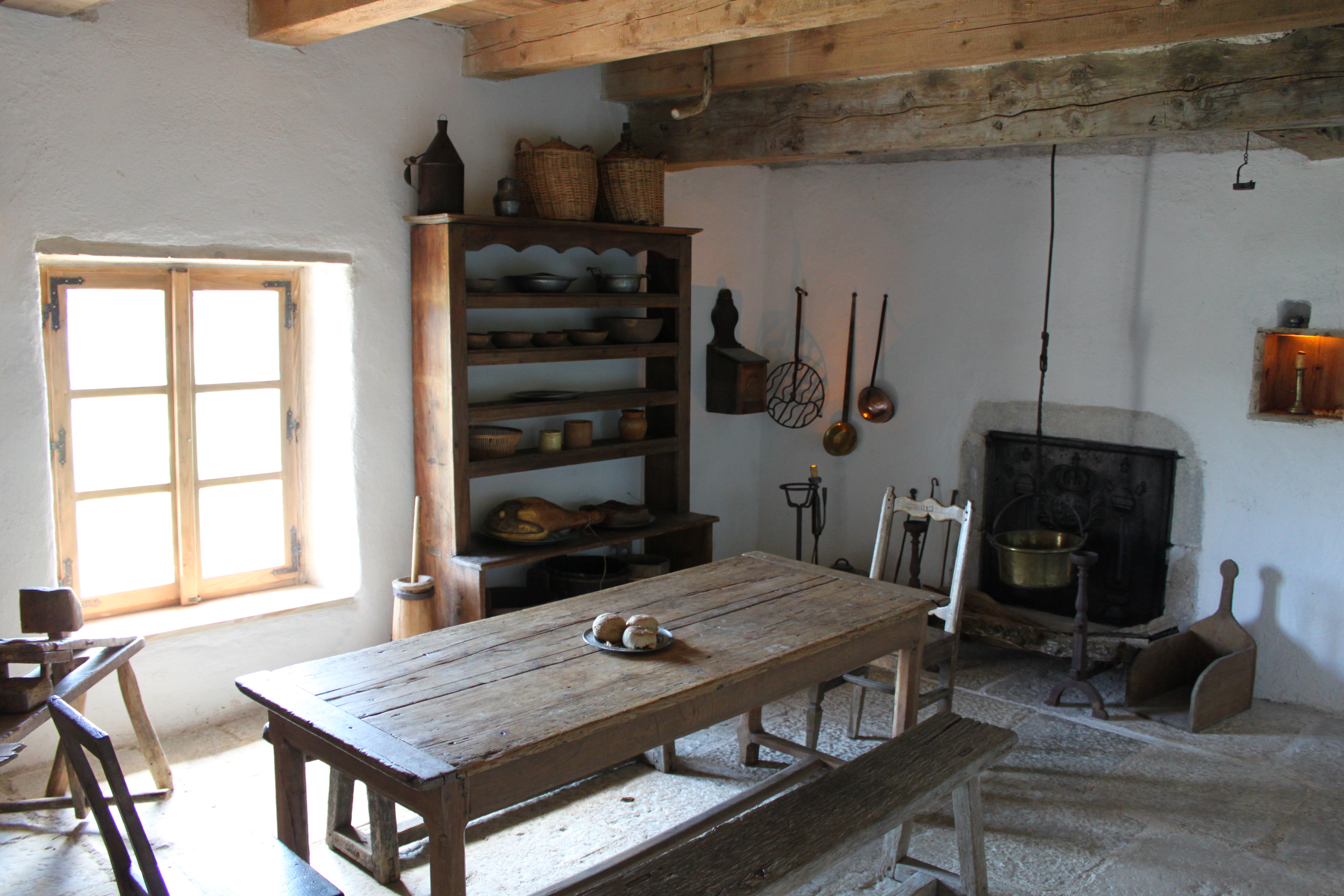
La ferme des Bouchoux.
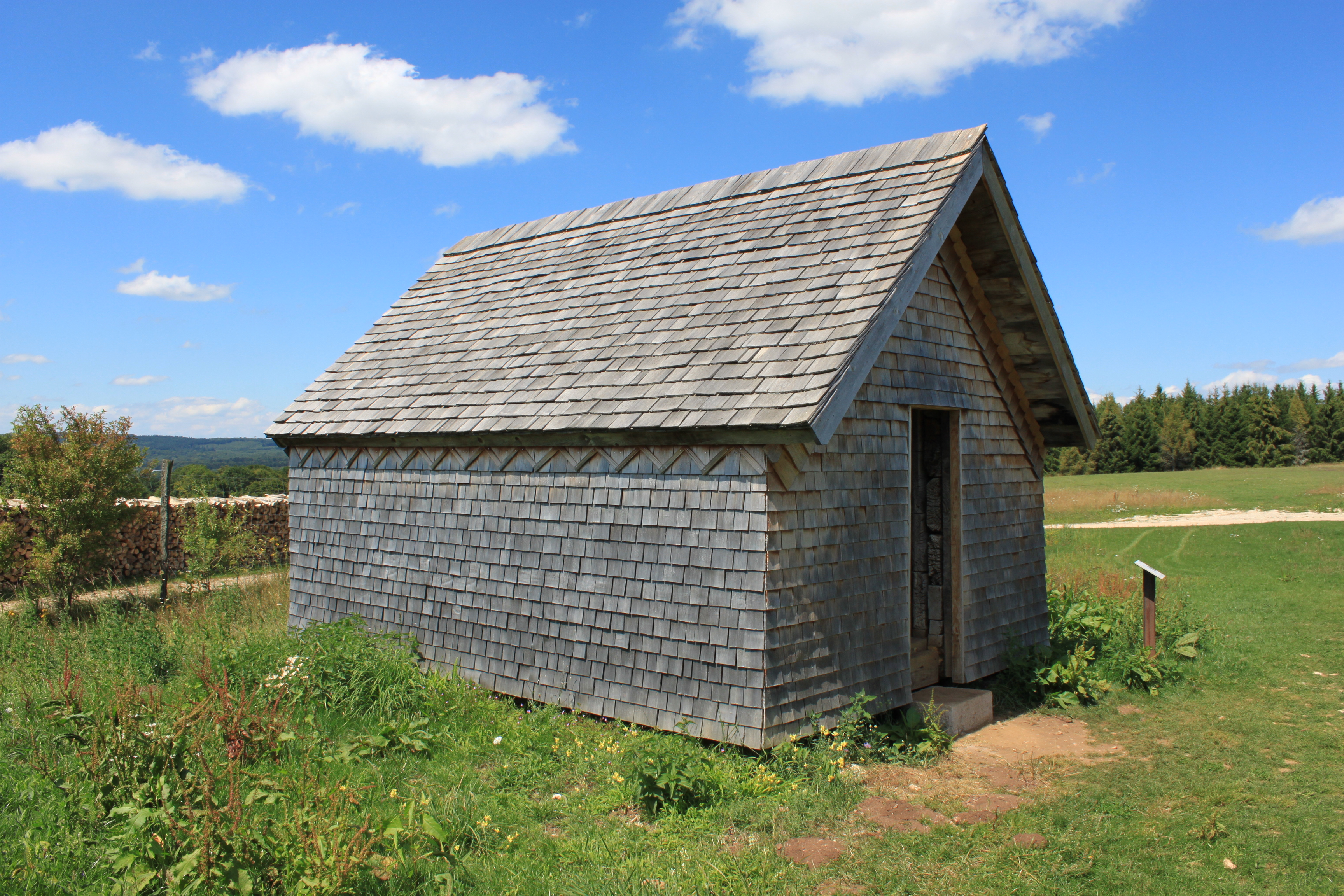
Le grenier fort de Septmoncel.

- La ferme des Bouchoux : cette maison construite en 1771 et habitée jusqu'en 1924 était située dans le hameau de l’Enversy, rattaché à la commune des Bouchoux, à près de 1 000 mètres d'altitude. Elle a été remontée sur le site du musée en 2009.
- Le fournil des Bouchoux.
- Le grenier fort de Septmoncel : daté de 1767, il provient de la commune de Septmoncel et a été remonté sur le site du musée en 1990. Il était destiné à préserver les semences, titres de propriété, bijoux, vêtements du dimanche... en cas d'incendie de la ferme avoisinante.

### Les Vosges saônoises

Édifices des Vosges saônoises au musée des Maisons comtoises.
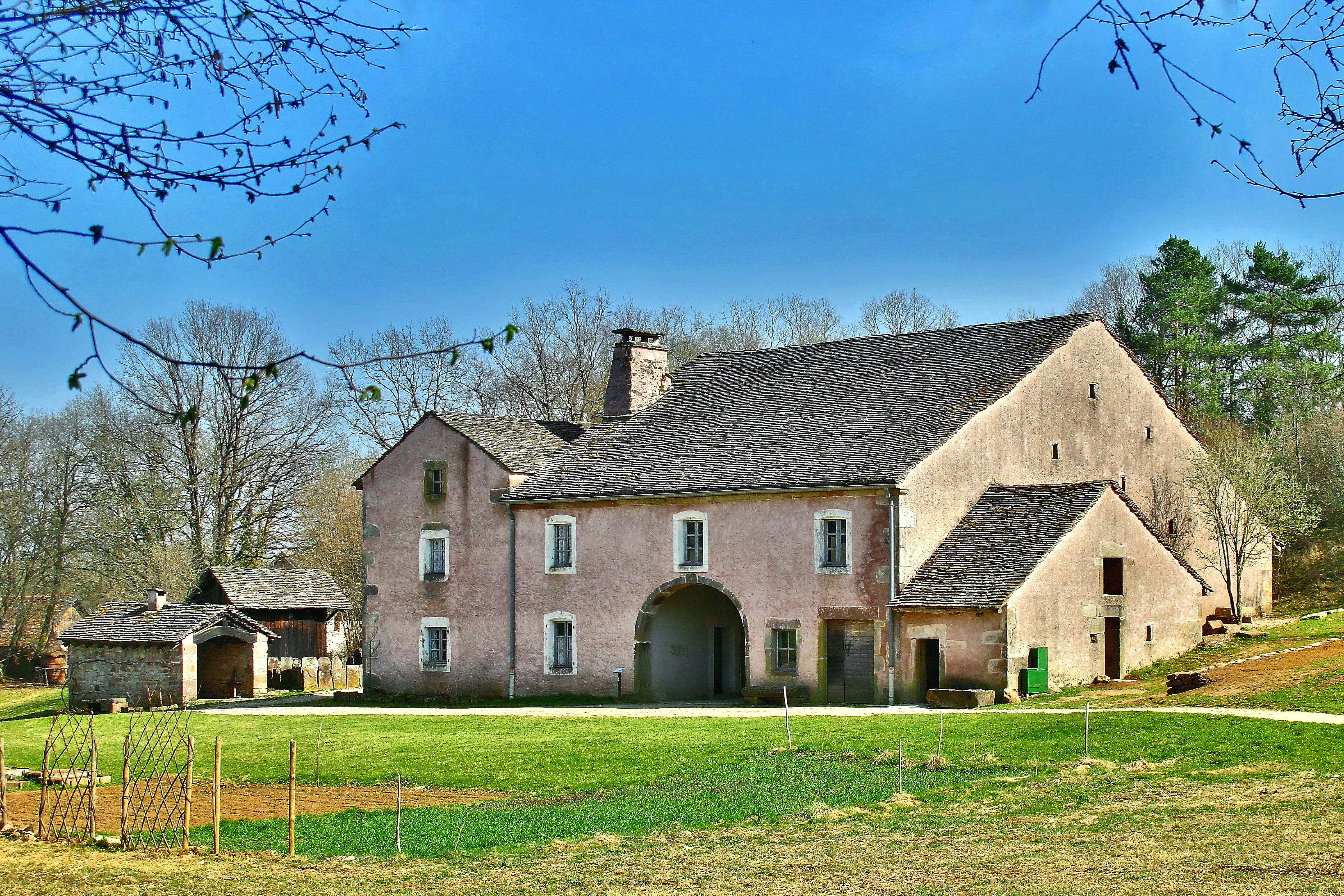
La ferme et le fournil de la Proiselière.
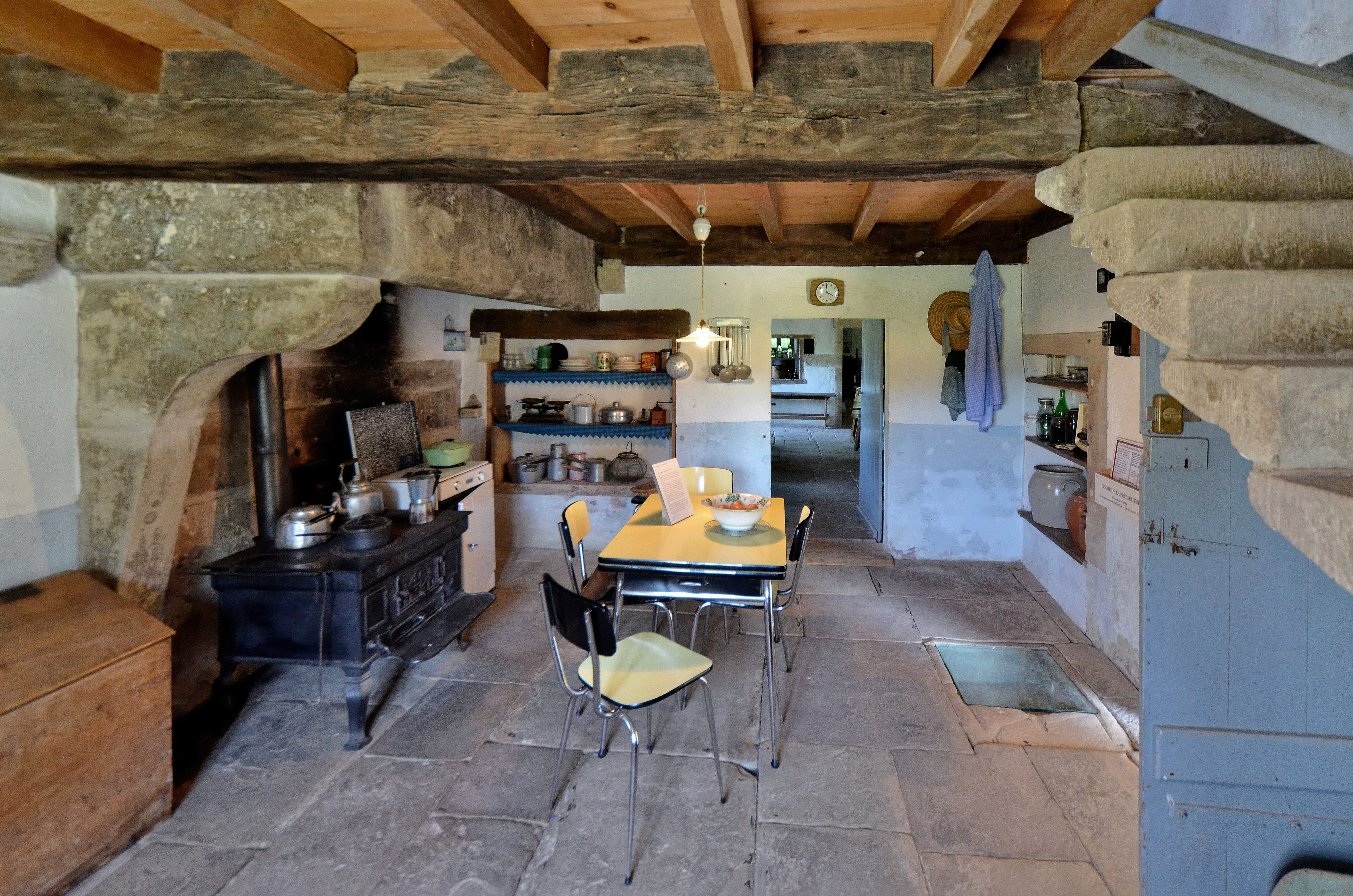
Cuisine de la ferme de la Proiselière.
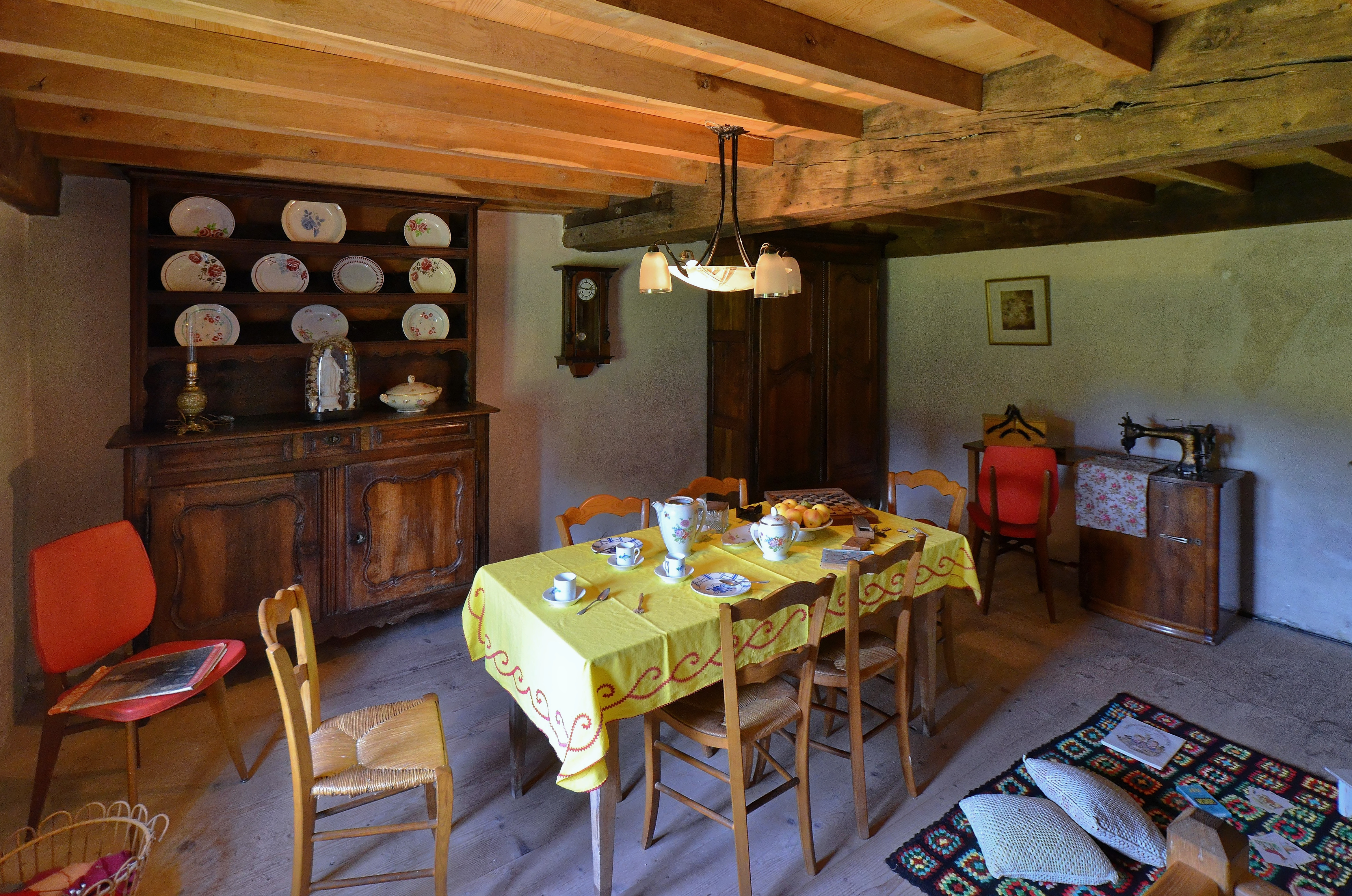
Salle-à-manger de la ferme de la Proiselière.

- La ferme de la Proiselière : remontée sur le site du musée en 1994, cette ferme a été construite à l'origine en 1761 sur la commune de La Proiselière, située à proximité de Luxeuil-les-Bains dans le département de la Haute-Saône. Elle comprend une toiture couverte de laves en grès des Vosges et un charri : porche placé en avant de la grange.
- Le fournil de la Proiselière.
- Le grenier du Val-d'Ajol.

### Les premier et moyen plateaux du Doubs

Édifices des premier et moyen plateaux du Doubs au musée des Maisons comtoises.
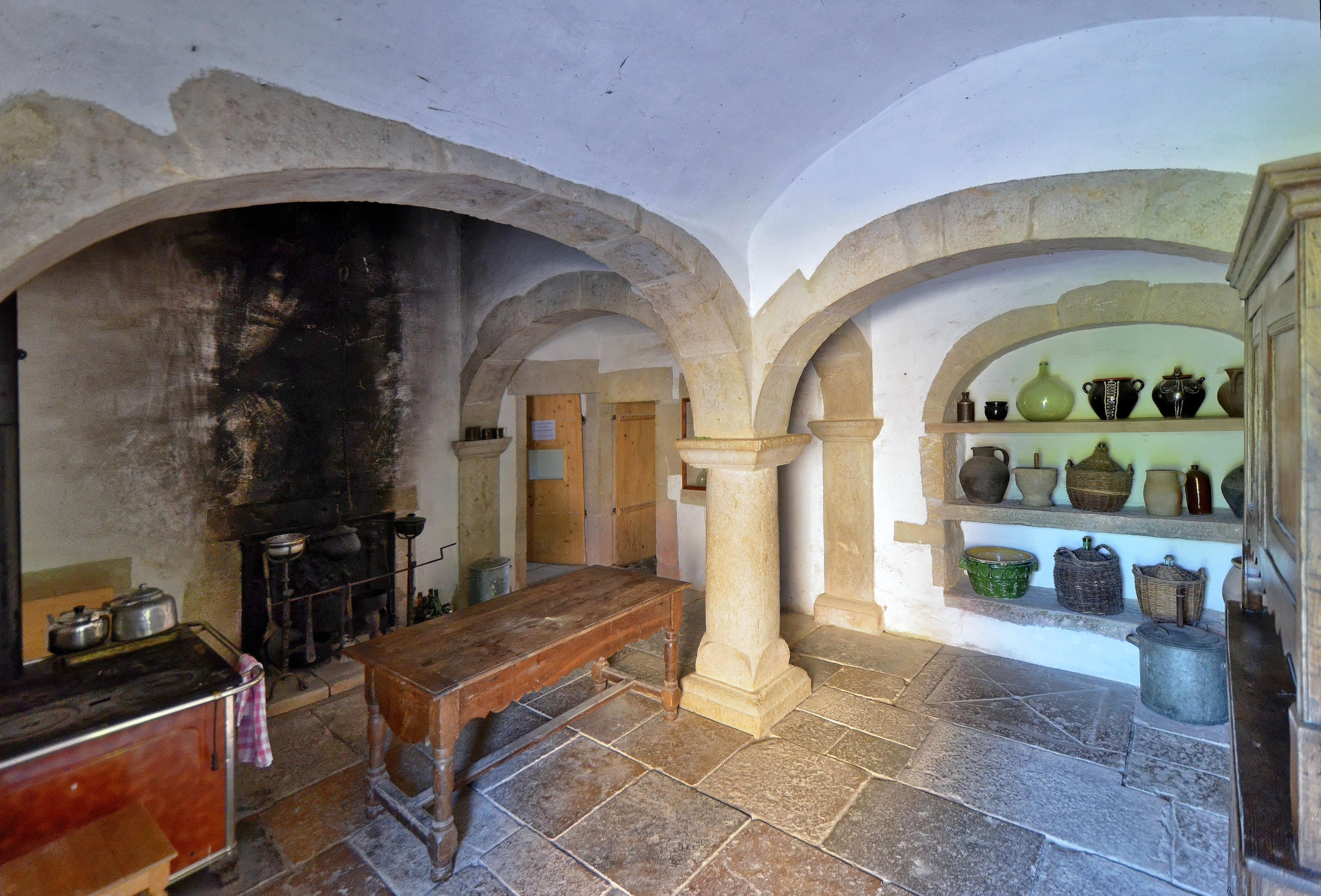
Cuisine de la ferme de Magny-Châtelard.
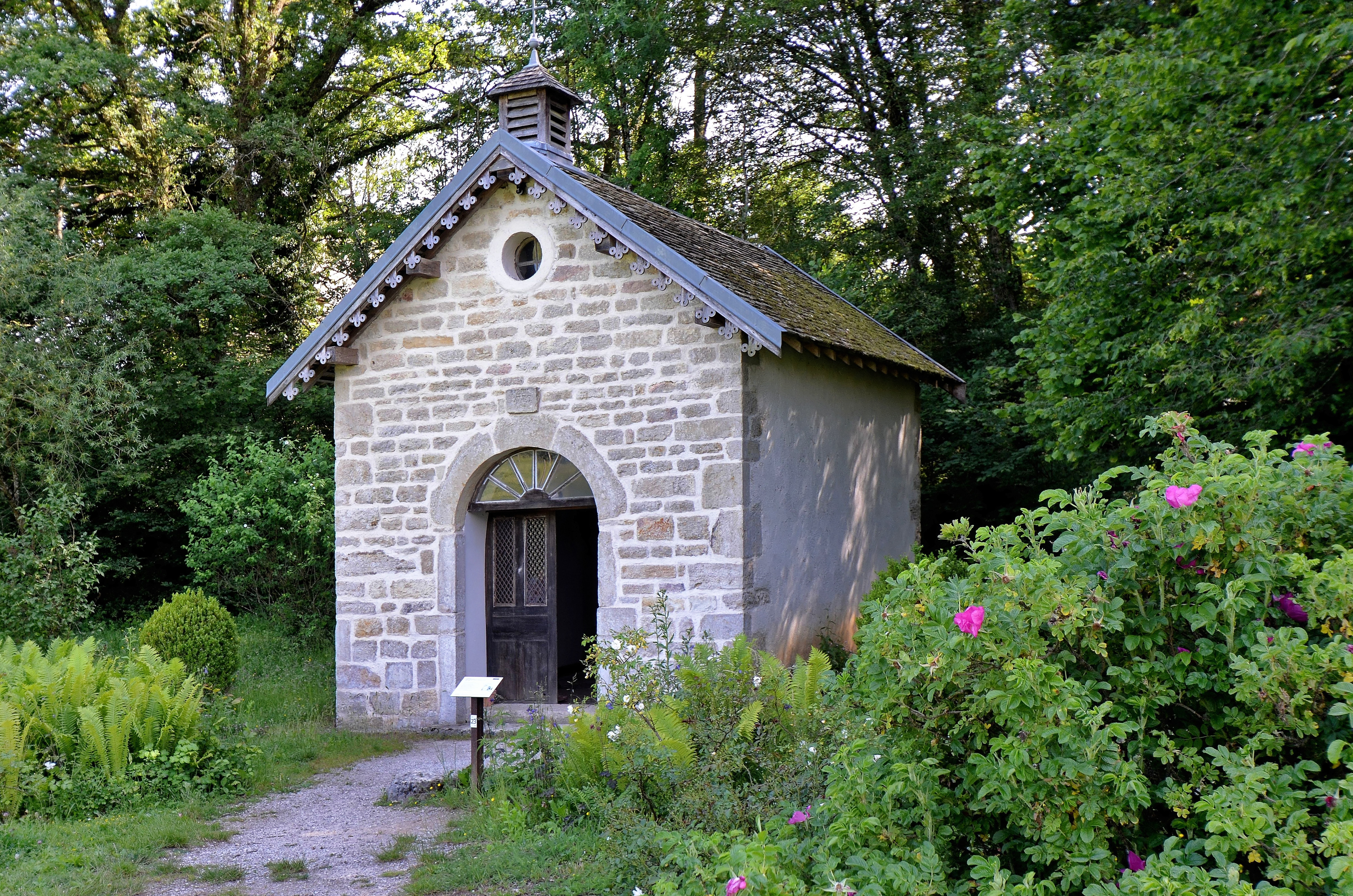
La chapelle Notre-Dame d'Einsiedeln.
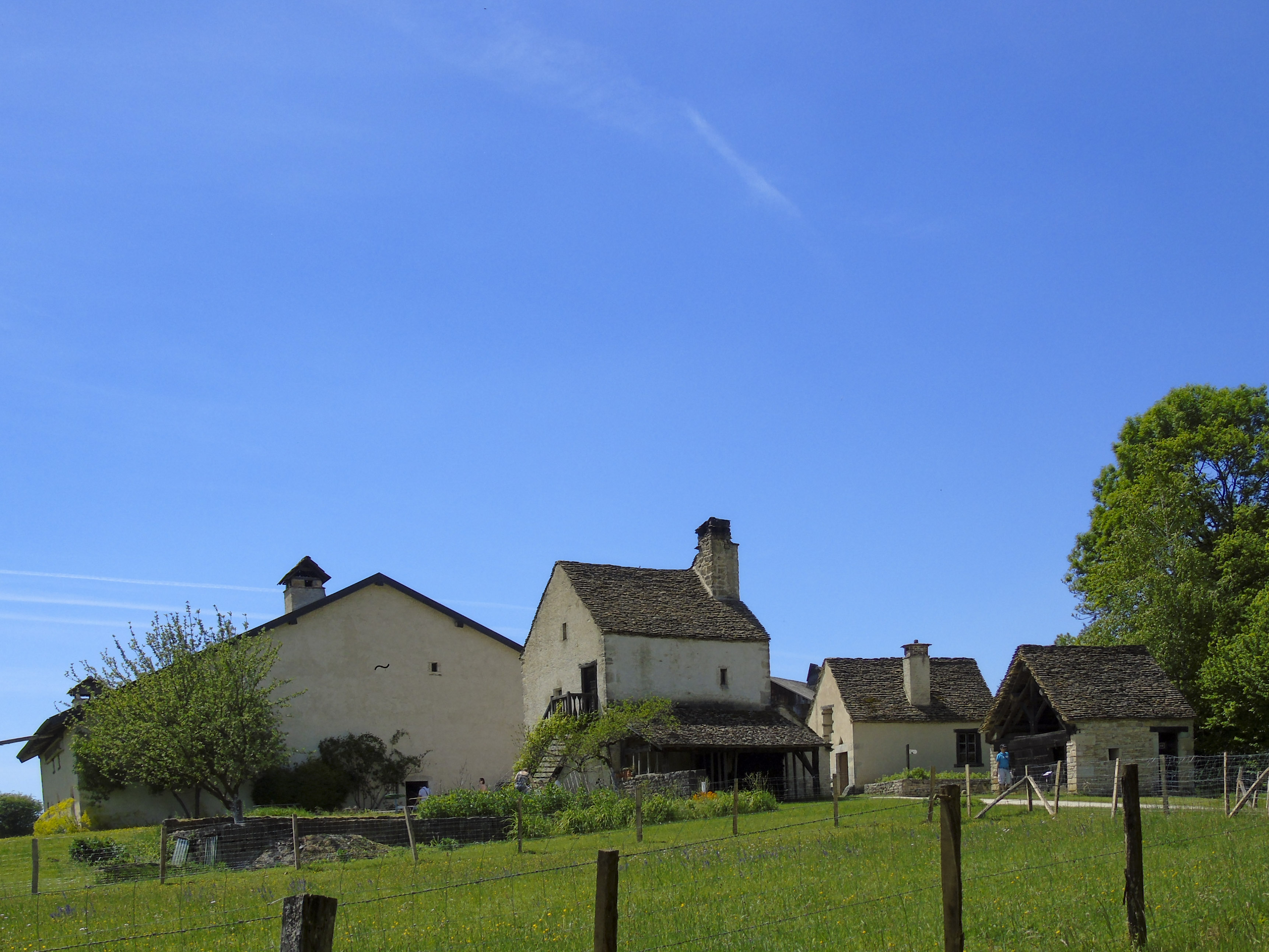
La ferme de Magny-Châtelard, le four banal, l'atelier du tisserand et la soue à cochons.
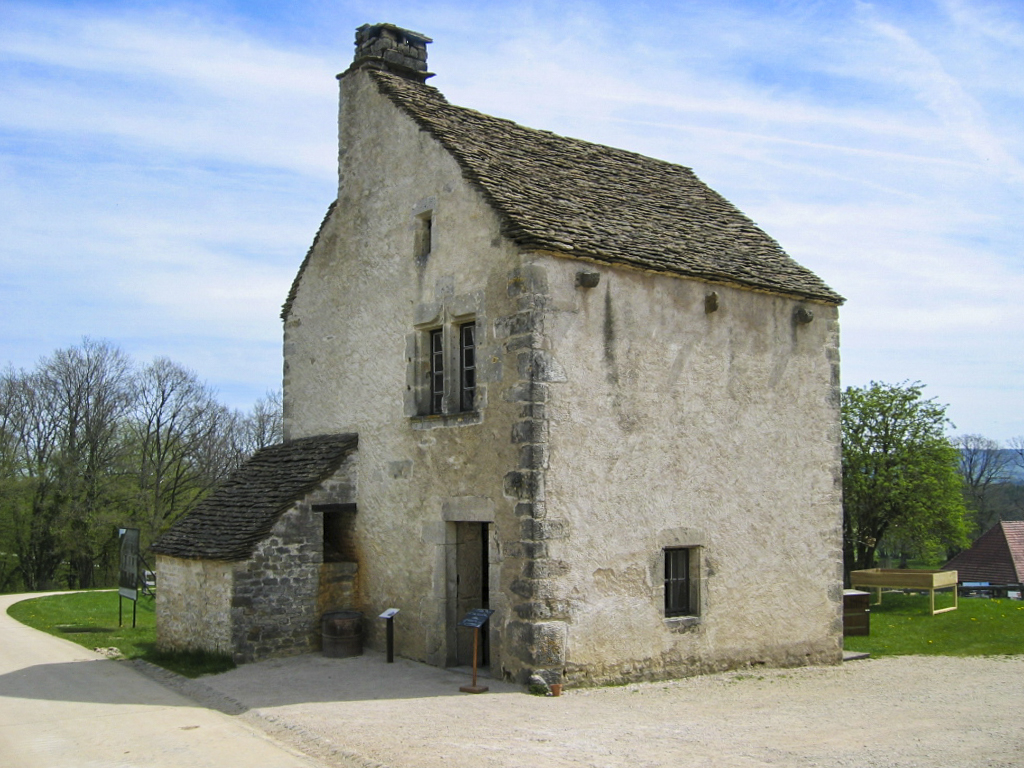
Le four banal de Lizine.

- la chapelle Notre-Dame d'Einsiedeln : provenant du hameau Les Parts Demoisey, sur la commune de Bouclans, cette chapelle dédiée à Notre-Dame des Ermites d'Einsiedeln a été bénite le 28 septembre 1889. Elle a été remontée sur le site du musée en 2003.
- la ferme de Villers-sous-Montrond : cette ferme du premier plateau du Doubs provient de la commune de Villers-sous-Montrond et sa construction remonte à 1722 et 1751 d'après les dates inscrites sur les linteaux de porte. Remontée à Nancray entre 1988 et 1989, elle abrite depuis 1991 l'accueil du musée ainsi que les bureaux de l'administration.
- la ferme de Vellerot-lès-Vercel.
- le four banal de Lizine qui date de 1660 est le plus vieux bâtiment présent sur le site du musée des Maisons comtoises. Il provient de Lizine, commune des plateaux moyens du département du Doubs. Il a été remonté sur le site du musée de 1986 à 1987. Il appartenait au seigneur de Montfort qui faisait payer une redevance aux villageois pour qu'ils puissent y faire cuire leur pain.
- la ferme de Magny-Châtelard : datée de 1703, elle provient de Magny-Châtelard, commune des plateaux moyens du Doubs située non loin de Nancray. Maison-bloc de polyculture, elle possède deux cuisines dont une voutée sur une colonne centrale qui soutient la cheminée. Elle a été remontée sur le site du musée de 1986 à 1988.
- le ferre-bœuf de Goux-les-Usiers.
- l'atelier du tisserand de Rurey.
- la fontaine-abreuvoir de Montmahoux : construite en 1834, elle a été remontée à Nancray en 2003.

### La Bresse jurassienne

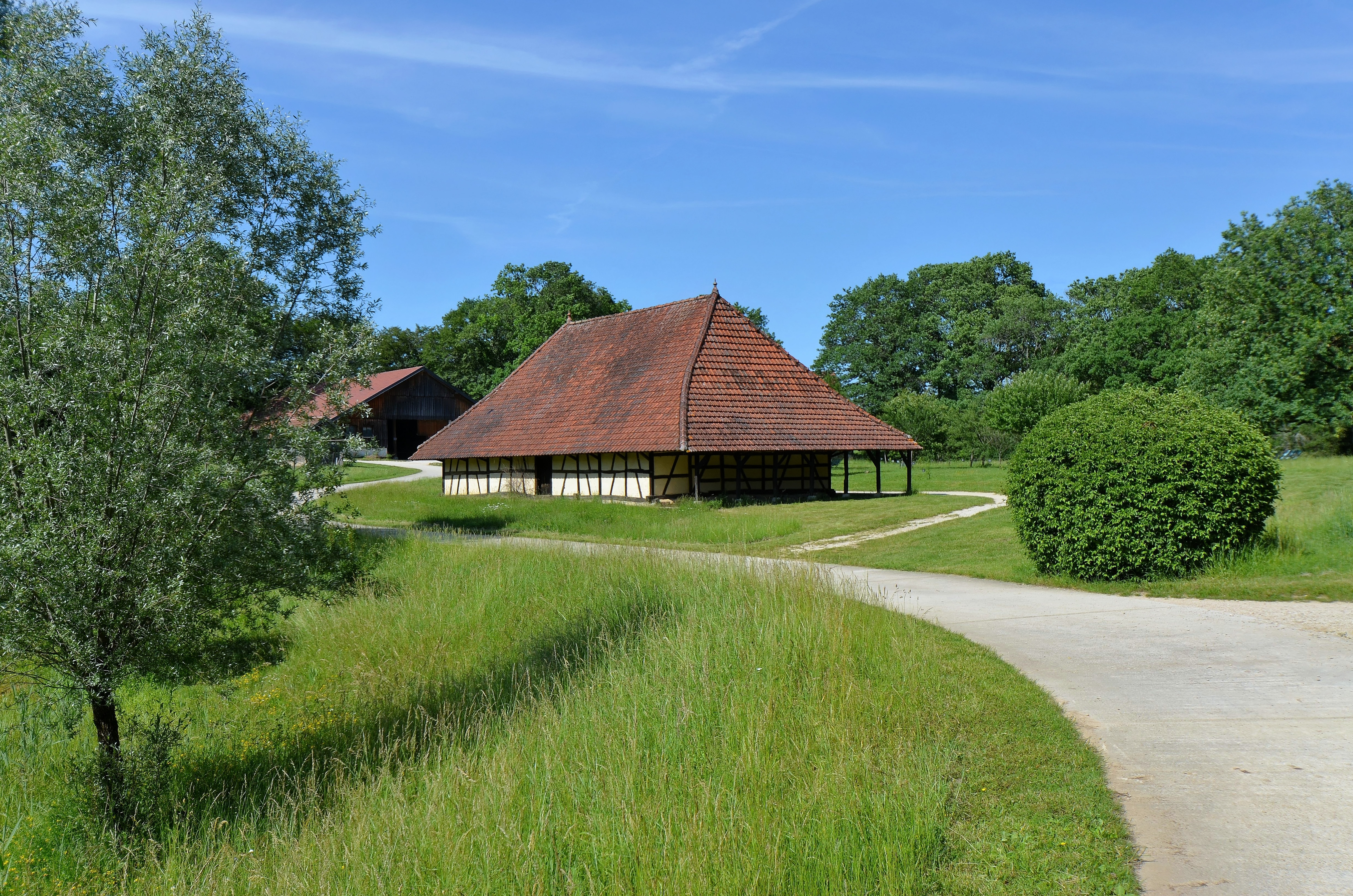
Hébergeage de Chapelle-Voland.

- l'hébergeage de Chapelle-Voland : remonté en 1995 sur le site du musée, cette hébergeage (bâtiment servant à abriter les troupeaux dans une ferme) qui se situait en face d'une maison d'habitation comportait une écurie, une grange et une remise. Le auvent situé sur une des faces de l'édifice servait à y suspendre des épis de maïs pour les faire sécher. Sa structure est constituée d'une ossature en chêne et de murs de briques en argile crue. Dans l'écurie, le sol est "en bois debout".

### Le vignoble jurassien
- la soue à cochons de Lavigny : provenant de la commune de Lavigny, dans le département du Jura, cette soue du début du XIXe siècle a été remontée sur le site du musée en 2017[11].

### Les plaines et basses vallées du Doubs et de l'Ognon

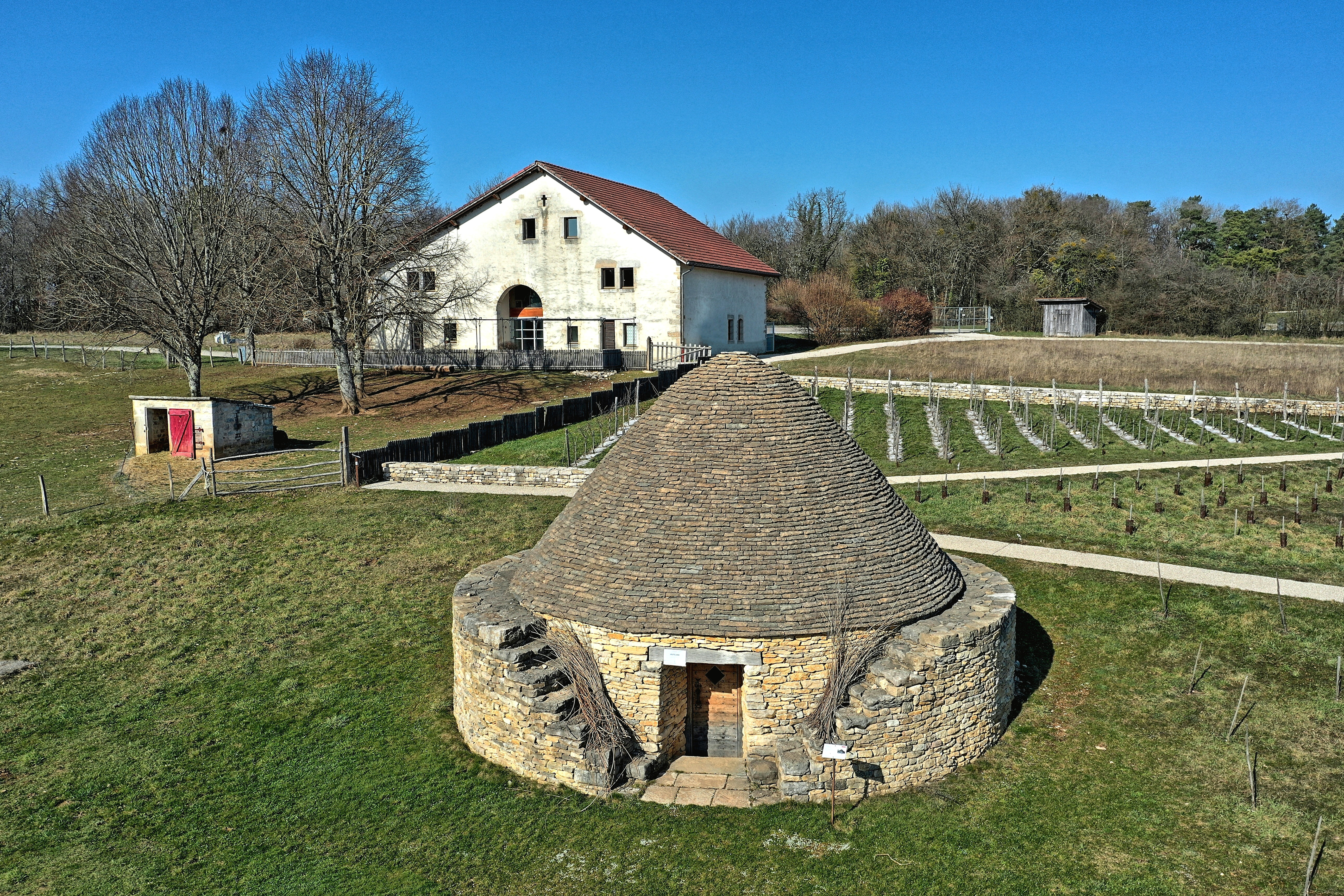
La caborde et la ferme de Villers-sous-Montrond.

- la croix de Dampierre-sur-le-Doubs
- la soue à cochons de Villers-Grélot : provenant de la commune de Villers-Grélot, dans le département du Doubs, elle date du XIXe siècle et a été remontée dans le musée en 1996.
- la croix de la Passion d'Avrigney : installée au musée en 1994, cette croix de 1765 provient de la commune d'Avrigney, en Haute-Saône. Elle est l’œuvre du maréchal-ferrant Phillibert Riduet qui y a représenté divers symboles de la Passion du Christ : le coq, l'oreille, les dés, la lanterne, la lance, les pièces de monnaie, le roseau et le fouet.
- la caborde de Besançon : cette caborde du XIXe siècle se trouvait dans le quartier des Tilleroyes à Besançon. Mesurant 9 mètres de haut, elle a été construite à partir de 100 000 pierres calcaires (lauzes non gélives) représentant un poids d'environ 300 tonnes. Elle a été transférée au musée en 2017.

## Les jardins
Autour des maisons sont cultivés biologiquement des jardins à thèmes : potager de la sorcière, jardin des légumes oubliés, jardin des simples, jardin des plantes textiles et tinctoriales, potager de montagne, jardin de nutrition, jardinets des cinq sens.

## Les animaux
Le musée témoigne des liens qui se sont établis entre l'homme et les animaux de la ferme et contribue à la présentation et à la sauvegarde d'anciennes races domestiques. Il accueille également des abeilles au sein d'un rucher de montagne du XIXe siècle.

## Développement durable
De par sa diversité, le musée se prête à aborder le concept du développement durable. Vivre, gérer les ressources et préserver son environnement. Les façons d'habiter en adéquation avec son milieu sont ainsi observées à la lueur de l'histoire locale. Comprendre comment on vivait au XVIIIe siècle.
Un syndicat mixte associant le Conseil départemental du Doubs et Grand Besançon Métropole, assure la gestion du musée depuis septembre 1997.
De animations différentes sont prévues chaque jour : visite des maisons et des jardins, torchis, cuisson du pain, filage et tissage de la laine.

## Informations pratiques
Le musée est ouvert d'avril à début novembre. Labellisé Tourisme & Handicap, il est adapté aux handicaps visuel, auditif, mental ou moteur. Un accueil est proposé en français, en anglais et langue des signes.
Un restaurant ouvert de mai à septembre propose des spécialités régionales et végétales.
Le musée est desservi par la ligne  81  du réseau de transport en commun Ginko sur réservation.